# 文物
文物一词，在中国最早是指礼乐制度。《左传·桓公二年》记载，“夫德，俭而有度，登降有数，文物以纪之，声明以发之；以临百官，百官于是乎戒惧而不敢易纪律。”現今則將過去遗留下来的具有历史、艺术价值的事物称为文物。对于文物的确切定义，现在学界还没有达成共识，但是幾乎與古董同義，只是古董這個詞的商業色彩比較濃厚。

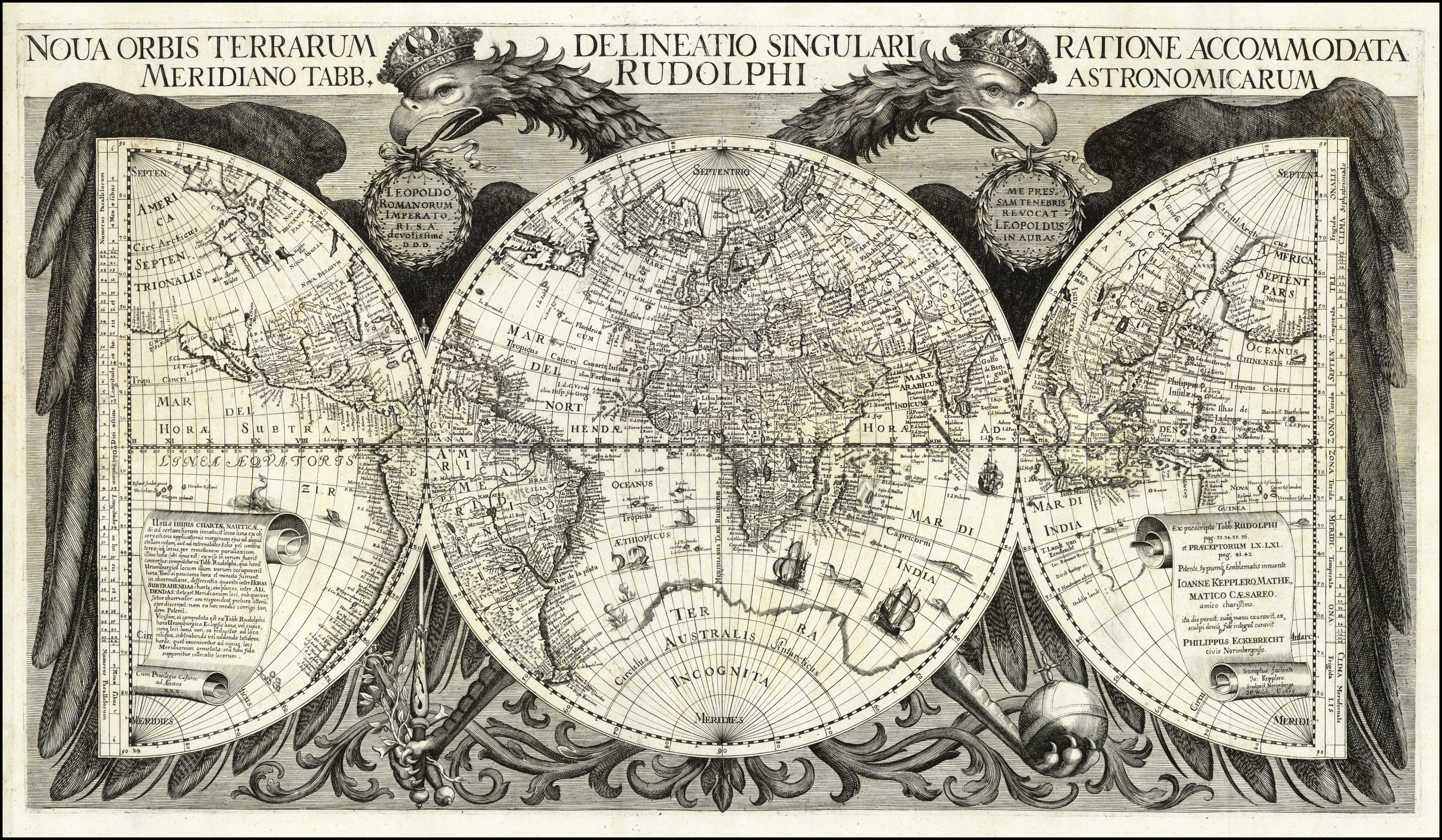
一張古老的世界地圖

## 歷史
宋朝的帝王與平民多好文物，宋徽宗本人是藝術家，“效公麟之《考古》，作《宣和殿博古图》，凡所藏者，为大小礼器，则五百有已”。周密稱宋高宗“访求法书名画，不遗余力……展玩摹拓不少怠”。米芾“精于鉴裁，遇古器物书画则极力求取必得乃已”。明代中葉以後赏玩之風大盛。高濂“遍好钟鼎卣彝，书画法帖，窑玉古玩，文房器具”。沈德符《敝帚斋馀谈》写道：“玩好之物，以古为贵，惟本朝则不然。永乐之剔红，宣德之铜，成化之窑，其价遂与古敌……始于一二雅人，赏识摩挲，滥觞于江南好事之缙绅，波靡于新安耳食之大贾，曰千曰百，动辄倾囊相酬。”陈梦家與王世襄都喜爱收藏明式家具。1966年，陈梦家自殺身亡，所藏明清家具悉数没收，后辗转被上海博物馆珍藏。王世襄後來還编著《明式家具珍赏》，扉页印有：“仅以此册纪念陈梦家先生”。

## 文物作用
- 社会教育作用。张岱认为，“博洽好古，犹是文人韵事。”[5]
- 历史借鉴作用
- 科学研究作用
- 董其昌還提到“玩古董，有助于祛病延年。”這是一種生理美學的需求。[6]

## 文物价值
文物价值一般包括文物的历史价值，艺术价值、科学价值和特殊的商品价值四类。文物的价值是客观存在的。但是对于文物价值的认定是一个主观的过程。

## 文物分类
文物分类的标准有很多，例如：
1. 按时间分类，即按照文物的制造年代分类，如一件瓷器可以按照这个标准被归入“清代文物”“封建时代文物”等
2. 按质地分类，如可将文物分为“青铜器”“瓷器”“玉器”等
3. 按来源分类，主要用于博物馆工作中，分为“出土文物”“征集文物”“收购文物”
4. 按价值分类，是根据文物的重要和珍稀程度对文物进行的分类，如“受国家保护的文物”“国家一级文物”“馆藏二级文物”文物完整性也會列入其中
5. 按社会属性分类，这一分类也是在文物学研究中最重要的一种分类法，文物是人类社会的产物，一件文物的社会属性也就对文物学研究中搞清楚一件文物所承载的历史价值，科技价值和艺术价值至关重要。例如将文物分为“礼器”“明器（冥器）”“实用品”“装饰品”“艺术品”“贵族物品”“皇室用品”“平民用品”等。

## 文物鉴别
文物鉴定是指对文物进行鉴定，选择标准器是最基本的方法。通过全面归纳总结标准器物特征，明确其时代特点和风格，从而来确定某件文物的时代，确定其价值。

## 文物管理
- 文物出境管理
- 私人收藏文物管理
- 文物保护单位管理
- 文物人才培养和管理

- 文物调查
- 文物拣选
- 文物普查
- 文物图书出版
- 馆藏文物管理

## 文物保护技术
- 石质文物保护技术
- 文物传拓技术

- 文物影像资料保护技术
- 纸质文物保护与修复
- 纺织品类文物保护技术
- 硅酸盐质地文物保护技术
- 金属质地文物保护技术
- 皮革质地文物保护与修复
- 纺织文物保护
- 書籍紙皮印刷品保護與修復

## 延伸阅读
[在维基数据编辑]
 《欽定古今圖書集成·經濟彙編·考工典·古玩部》，出自陈梦雷《古今圖書集成》

## 参看
- 世界遗产
- 自然遗产
- 文物
- 非物质文化遗产，另一種觀念
- GLAM (產業)
- 关于武装冲突情况下保护文化财产的海牙公约

- 中国文物保护体系
- 中国国家级文物保护单位
- 博物馆
- 考古学
- 古董鑑定詐騙
- 文物价值
- 古迹
- 古玉

## 例子
- 清明上河圖

## 外部連結
- 全國法規資料庫-文化資產保存法（繁體中文）
- 中华人民共和国国家文物局 （页面存档备份，存于）（简体中文）
- 中华人民共和国文物保护法（简体中文）